# موزو
موزو (بالروماجي: MOZU) (باليابانية: もず) مسلسل أكشن وتشويق وإثارة ياباني من إخراج هاسومي إيتشيرو وتأليف غو اوساكا عرض في عام 2014 على موسمين، الموسم الأول بعنوان ليلة صراخ طائر الصرد (باليابانية: 百舌の叫ぶ夜) وعرض على قناة تي بي إس اليابانية، والموسم الثاني بعنوان أجنحة الخيال (باليابانية: 幻の翼) وعرض على قناة WOWOW اليابانية، ثم صدر له فيلم مقتبس من المسلسل في 7 نوفمبر 2015. موزو هو اسم طائر النهس باليابانية.

## القصة
كوراكي ناوتاكي هو من أفضل محققي قسم الأمن العام، أوسوغي ريوتا محقق صارم من قسم شرطة العاصمة، أكوبيشي ميسا هي محققة من قسم الأمن العام، هؤلاء الثلاثة معاً سوف يحققون بحادثة تفجير أمام متجر في طوكيو، كوراكي بالذات لديه سبب قوي في رغبته بالكشف عن الحقيقة إذ إنه قد فقد زوجته في حادثة التفجير...

## الممثلون
- هيدتوشي نيشيجيما بدور كوراكي ناوتكي.[1]
- تيرويوكي كاجاوا بدور اوسوغي ريوتا.[1]
- يوكو ماكي بدور اكيبوشي ميكي.[1]
- سوسكي إكيماتسو بدور شينغاي كازوهيكو
- كاتسوهيسا ناساسي بدور موروي جين
- كوتارو يوشيدا بدور ناكاغامي جين
- هيروكي هاسيغاوا بدور هيغاشي كازو
- كوهيناتا فوميو بدور تسوكي شونسكي
- يوريكو إيشيدا بدور كوراكي تشيهيرو
- كاسومي أيرومورا بدور ناكاجيما ايمي.

## نسب المشاهدة
نسب مشاهدة الموسم الأول هي:
| الحلقة               | تاريخ العرض | عنوان الحلقة                                                    | نسب المشاهدة |
| -------------------- | ----------- | --------------------------------------------------------------- | ------------ |
| 1                    | 4 ابريل     | 都心で起きた爆弾事件…妻を失った公安のエースVS記憶を失った殺し屋 | 13.3%        |
| 2                    | 17 ابريل    | 殺し屋の記憶と妹の謎                                            | 12.8%        |
| 3                    | 24 ابريل    | 男の傷跡と家族の記憶                                            | 10.9%        |
| 4                    | 1 مايو      | 刑事の誇り…父娘の絆                                             | 10.3%        |
| 5                    | 8 مايو      | 迫る魔手白昼の激闘                                              | 10.1%        |
| 6                    | 15 مايو     | よみがえる殺し屋…妹の正体は                                     | 09.9%        |
| 7                    | 22 مايو     | 倉木VS百舌 謎の女の正体がついに衝撃の真実                       | 08.7%        |
| 8                    | 29 مايو     | 妻の虚実と明かされた首謀者…                                     | 10.3%        |
| 9                    | 5 يونيو     | 倉木VS東…百舌の逆襲…失われていく秩序                            | 07.7%        |
| 10                   | 12 يونيو    | 最終対決 爆弾に狙われた空港…倉木が辿り着く真実                  | 13.8%        |
| متوسط المشاهدة 11.0% |             |                                                                 |              |

نسب مشاهدة الموسم الثاني هي:
| الحلقة                   | تاريخ العرض （WOWOW） | تاريخ العرض （التلفزيون الأرضي） | عنوان الحلقة （TBS）                                             | نسب المشاهدة |
| ------------------------ | --------------------- | -------------------------------- | ---------------------------------------------------------------- | ------------ |
| 1                        | 22 يونيو              | 16 أكتوبر                        | 公安のエースが妻の死の謎を追って孤高の戦いへ… 空白の72時間に何が | 8.4%         |
| 2                        | 29 يونيو              | 23 أكتوبر                        | よみがえる百舌…その正体とは                                      | 5.6%         |
| 3                        | 6 يوليو               | 30 أكتوبر                        | 倉木逃走…真実を知る闘いへ…                                       | 5.9%         |
| 4                        | 13 يوليو              | 6 نوفمبر                         | 曲げられた真実…止まらない倉木闇へ疾走                            | 4.6%         |
| 5                        | 20 يوليو              | 13 نوفمبر                        | 最終回…雪に埋もれた秘密施設 亡き妻が遺した“本当の真実"           | 6.7%         |
| متوسط نسبة المشاهدة 6.4% |                       |                                  |                                                                  |              |

## الجوائز
- جائزة أفضل دراما لمهرجان الدراما الدولي في طوكيو 2014

## روابط خارجية
- موزو على موقع IMDb (الإنجليزية)
- موزو على موقع قاعدة بيانات الفيلم (الإنجليزية)